# Entre visillos
Entre visillos fue la primera novela de Carmen Martín Gaite, que fue galardonada con el Premio Nadal de 1957 y publicada en 1958.

## Argumento
La novela Entre visillos está ambientada en la ciudad de Salamanca en los años cincuenta, aunque nunca termina de confirmarlo. Fue publicada tras su éxito con El Balneario (1955).  
Carmen Martín Gaite apostó por una novela de carácter apaciguado y conformista acorde con la época en la que lo publicó. Quiso transmitir mediante las conversaciones banales de los protagonistas, el día a día de las mujeres y los hombres en los cincuenta. 
Durante la novela, se observan los comportamientos y aptitudes estereotipados que presentaban los hombres y las mujeres. Los hombres, iban al casino, bebían, jugaban, hablaban libremente… Mientras tanto, las mujeres se quedaban en casa, tejían, se ocupaban de las labores domésticas… 
Todo esto continúa de esta forma hasta que surge en la novela un personaje destacable como Pablo Klein, profesor de alemán en el instituto. Gracias a su aparición, algunas de las mujeres se cuestionan su posición y empiezan a querer cambiar su forma de vida y pensamiento. 
La trama gira en torno a las vidas de todos y los cambios que experimentan cada uno de los personajes que aparecen en la novela: Emilio, Elvira, Pablo Klein, Julia, Rosa, Miguel, Natalia, Mercedes Gertru, Ángel… En esta novela crea un personaje femenino que se inserta en el fenómeno literario femenino de las "chicas raras". 
Carmen Martín Gaite teorizó este fenómeno proponiendo una tipología de la mujer bajo el franquismo en su obra Usos amorosos de la posguerra española, publicada en 1987.

## Estructura de la obra
Entre visillos, cuenta con un total de 18 capítulos, en el primero de ellos se inicia en el mes de septiembre, cuando tienen lugar las ferias de la ciudad, hasta que llega el inicio de curso. Esta primera parte cuenta con un total de once capítulos. En ellos, se cuentan las inquietudes de las mujeres con respecto a sus matrimonios y la necesidad de las solteras de casarse.
En la segunda parte que destacamos, cuenta con un total de 7 capítulos que nos cuentan la llegada de la Navidad.

## Espacios de la obra
Como se ha nombrado anteriormente, la ciudad en la que se desarrolla la trama no se especifica en ningún momento de la novela, aunque podemos deducir que se trata de Salamanca, lugar de nacimiento de la autora. 
En numerosas ocasiones, aparecen en el conocido Casino, donde se dan y se rompen algunas de las relaciones entre los personajes. 
Otro ambiente es la habitación de la protagonista principal: Natalia. En ella se dan todos los cotilleos entre las hermanas y las peleas con la tía. 
El mirador de la ciudad era el lugar idóneo para que los personajes hablaran sobre la vida del resto, pues desde allí la vida se veía aburrida y repetitiva. Cuando los personajes se encuentran observando la vida de los otros, Carmen Martín Gaite, aprovecha para exponer los sentimientos y los pensamientos que tienen cada una de ellas y ellos.

## Personajes de la obra
- Natalia (Tali): Es alumna en las clases de alemán en el instituto. Tiene pensado estudiar una carrera pero los pensamientos intrusivos de la época no le permiten decidirlo. Pablo Klein, su profesor, le ayudará a tomar la decisión, ya que la relación que comienza a florecer con él transforma su pensamiento y comienza a dudar de la actitud clasista de la sociedad. Entablará amistad con Alicia, una chica con una visión y pensamiento más futurista.
- Pablo Klein: Personaje transformador que llega de fuera para trabajar de docente en el Instituto como profesor de alemán. Tiene una forma de pensar muy diferente a la esperada en la sociedad de la época. Dice lo que piensa sin tapujos y no intenta aparentar como el resto. El entorno en el que se encuentra en la ciudad es tan agobiante que decide desaparecer.
- Elvira: Chica de 29 años que aunque quiera cambiar sus tendencias no lo hace y además contrajo matrimonio con un chico del que no está enamorada. Está cansada de la vida.
- Emilio: personaje que está enamorado de Elvira, no teme mostrar sus sentimientos hacia su amada, pues intenta demostrarle que el casamiento es la mejor opción.
- Julia: Hermana de Natalia, de 29 años. Es muy católica y está prometida con Miguel. Miguel vive fuera, lo que no les permite tener una relación como la que se espera en la época.
- Mercedes: Es la hermana mayor de Julia y de Natalia. Es el claro ejemplo de lo que intentan evitar las mujeres de la época, una solterona de 30 años.
- Gertru: amiga de la infancia de Natalia, va a casarse con un hombre mujeriego y alcohólico, pero ella no da importancia a ese hecho porque dice estar muy enamorada, aunque la realidad es que puede que intente evitar acabar como Mercedes.
- Tía Concha: Mujer conservadora. Criticaba a sus sobrinas por los comportamientos y actitudes que estas tenían con respecto a los clichés de la sociedad.
- Yoni: chico que tiene un estudio en el que se hacen fiestas.
- Alicia: Amiga de Natalia con pensamiento revolucionario. De familia menos adinerada
- Rosa: compañera de pensión de Pablo Klein que trabaja  en un cabaret. Es el tipo de mujer que los hombres de la época no quieren.

## Popularidad de la obra
Fue incluida en la lista de las 100 mejores novelas en español del siglo XX del periódico español El Mundo.